# Enrique Verdeguer Puig
Enrique Verdeguer Puig (València, 1964) és un economista valencià, que fou conseller d'Economia, Indústria i Comerç de la Generalitat Valenciana des del 2011, i fins a gener de 2012, quan cessà en el càrrec en ser nomenat president d'Adif.

## Biografia
Enrique Verdeguer, llicenciat en Economia per la Universitat de València i màster en Desenvolupament Econòmic per la Universitat d'Oxford és un tecnic en comerç i economista de l'Estat que ha treballat en diversos llocs de responsabilitat. Ha estat subdirector d'estudis del sector exterior del Ministeri d'Economia, director de la fundació Centro de Estudios Comerciales, conseller econòmic i comercial de l'ambaixada d'Espanya a Rabat (Marroc) i per acabar director general d'Informació i Inversions de l'Institut Espanyol de Comerç Exterior (ICEX).
El 2011, el president de la Generalitat Francisco Camps encomanà a Verdeguer la responsabilitat de dirigir la conselleria d'Economia, Indústria i Comerç, de nova creació i amb un important pes específic dins l'executiu autonòmic. Com a conseller, Verdeguer s'encarregaria d'impulsar les polítiques industrials i econòmiques del Consell de la Generalitat Valenciana.
El 20 de gener de 2012 el Consell de Ministres va nomenar-lo president d'Adif, i el president de la Generalitat Alberto Fabra, va anunciar el seu cessament i substitució per Máximo Buch Torralva.